# Gary Chang
Gary Chang (* 22. Februar 1953 in Minneapolis, Minnesota) ist ein US-amerikanischer Filmkomponist.
Vor seiner Karriere im Filmgeschäft studierte Chang an der Carnegie Mellon University in Pittsburgh. Später wechselte er an das California Institute of the Arts, wo er elektronische Musik studierte.
Seine erste Erfahrungen im Filmgeschäft sammelte er als Komponist für zusätzliche Musik. Der erste Film, bei dem er in dieser Funktion mitwirkte, war Der Frühstücksclub aus dem Jahre 1985. Sein erster Film, an dem er allein als Filmkomponist wirkte, war 3:15 – Die Stunde der Cobras 1986. Der im gleichen Jahr entstandene Thriller 52 Pick-Up bedeutete die erste Zusammenarbeit mit dem Regisseur John Frankenheimer, sieben weitere Kooperationen folgten in den nächsten Jahren. Ein anderer Regisseur, mit dem er regelmäßig zusammenarbeitet, ist Craig R. Baxley.
Seit Mitte der 1990er Jahre ist Chang vor allem für das Fernsehen tätig.
1993 wurde Gary Chang bei den BMI Film & TV Awards mit dem BMI Film Music Award für den Film Alarmstufe: Rot ausgezeichnet.

## Filmografie (Auswahl)
- 1986: 3:15 – Die Stunde der Cobras (3:15)
- 1986: 52 Pick-Up
- 1986: Feuerwalze (Firewalker)
- 1989: Dead Bang – Kurzer Prozess (Dead Bang)
- 1990: Miami Blues
- 1990: Mit stählerner Faust (Mit stählerner Faust)
- 1991: Mord in New Hampshire (Murder in New Hampshire: The Pamela Wojas Smart Story)
- 1992: Alarmstufe: Rot (Under Siege)
- 1993: Sniper – Der Scharfschütze (Sniper)
- 1994: Vaterland (Fatherland)
- 1994: Against the Wall (Fernsehfilm)
- 1995: Im Sog des Bösen (Desperate Measures)
- 1996: Mörderischer Tausch (The Substitute)
- 1996: DNA – Die Insel des Dr. Moreau (The Island of Dr. Moreau)
- 1997: Double Team
- 1997: Under Pressure (Bad Day On the Block)
- 1997: Wallace (George Wallace)
- 1998: Die Kriegerin (A Soldier’s Sweetheart)
- 1998: A Bright Shining Lie – Die Hölle Vietnams (A Bright Shining Lie, Fernsehfilm)
- 1999: Der Sturm des Jahrhunderts (Stephen King’s Storm of the Century)
- 2000: The Crossing – Die entscheidende Schlacht (The Crossing)
- 2002: Stephen Kings Haus der Verdammnis (Stephen King’s Rose Red)
- 2002: The Glow – Der Schein trügt (The Glow)
- 2002: Sniper 2
- 2003: Rush of Fear – Gefährliche Beute (Rush of Fear)
- 2003: Das Tagebuch der Ellen Rimbauer (The Diary of Ellen Rimbauer)
- 2004: Kingdom Hospital
- 2005: See des Grauens
- 2006: Finale – Die Welt im Krieg (Left Behind: World at War)